# ウゴ・ミフスッド
サー・ウゴ・パスキューアレ・ミフスッド(Sir Ugo Pasquale Mifsud, 1889年9月12日 – 1942年2月11日)は、イギリス自治領マルタの政治家。首相を2期（第3代：1924-1927、第5代：1932-1933）務めた。国民党所属。イタリア系マルタ人。
ジオ・バッタ・ミフスッド判事とフイロメナ・マリアンナ・ムスキャットの息子。